# Cumulus (musikgrupp)

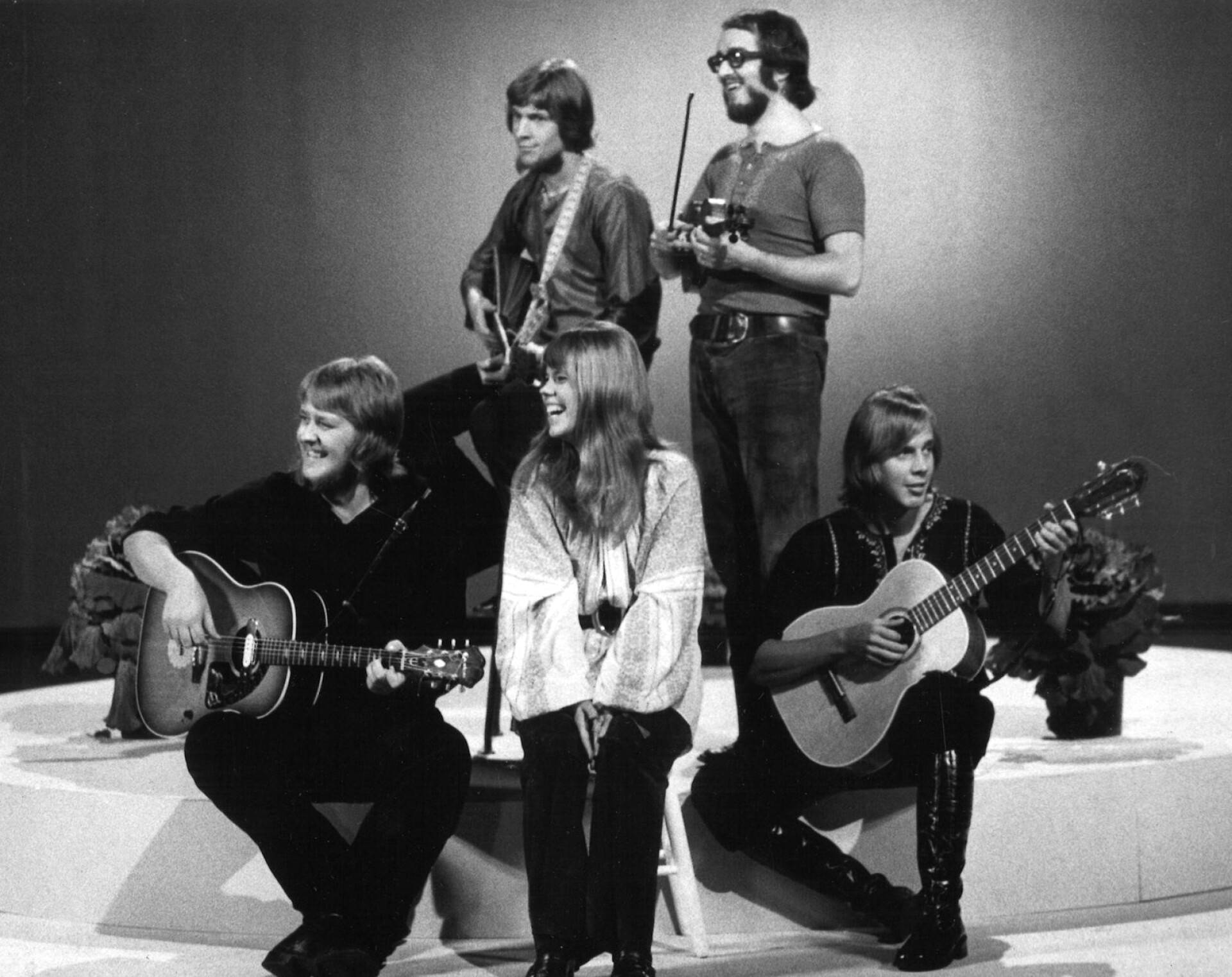
Cumulus år 1972.

Cumulus var en finlandssvensk musikgrupp som var verksam 1969–1991. 
Sångerska var Anki Lindquist och övriga ursprungliga medlemmar Cay Karlsson, Heikki Harma (slutade i gruppen 1974) och Sakari Lehtinen (född 1946). Övriga medlemmar var Petri Hohental (1971–80), Matti Bergström (1974–75), Lasse von Hertzen (1975–), Seppo Sillanpää (1980) och  Jari Lappalainen (1980–).
Cumulus inspelning av Tove Janssons och Erna Tauros "Höstvisa" 1977 var mycket populär i Sverige. Den låg på Svensktoppen 1977.

## Diskografi
- Cumulus (Top Voice TOP-LP 511, 1971)
- Cumulus (även kallat Cumulus II) (Top Voice TOP-LP 515, 1971)
- Sirkustirehtöörin pieni sydän (Top Voice TOP-LP 520, 1973)
- Maihin (Finlandia PSOP 108, 1973)
- Dick Dynamite and His Hot Lips (Top Voice TOP-LP 525, 1974)
- Cumulus (Viking VIM 4009, 1974) (svenska)
- Rosa Grandiosa ynnä muita tarinoita (Top Voice TOP-LP 526, 1974)
- Folksongs from Finland (Top Voice TOP-LP 530, 1975)
- Vuosi (Top Voice TOP-Lp 530, 1976)
- Cumulus (RCA Victor PL 40031, 1977) (svenska)
- Vilka sångar skall jag sjunga (RCA Victor PL 40079, 1977) (svenska)
- Uskokaa tai älkää (RCA Victor PL 40092, 1978)
- Tillsammans (RCA Victor PL 40114, 1979) (svenska)
- Idyll (RCA Victor PL 40223, 1981) (svenska)
- Två sidor av Cumulus (Finn Finland med Musik FFM 200, 1981) (svenska)
- Parhaat 70-90 (Safir SAFLP 2055, 1990) (2LP)
- Swing (Andania ANLP-10, 1991)
- 20 suosikkia - Syyslaulu (F Records 0630-11272-2, 1995)
- Cumulus på svenska (Yle Radio Vega FSKCD 11, 2004) (2CD)
- 30 suosikkia, tähtisarja: Cumulus (Warner Music Finland Oy, 2011) (2CD)